# Суоттунский наслег
Суоттунский наслег — сельское поселение в Усть-Алданском улусе Якутии Российской Федерации.
Административный центр — село Огородтах.

## История
Статус и границы сельского поселения установлены Законом Республики Саха (Якутия) от 30 ноября 2004 года N 173-З N 353-III «Об установлении границ и о наделении статусом городского и сельского поселений муниципальных образований Республики Саха (Якутия)».

## Население
| 2002  | 2010  | 2011  | 2012  | 2013  | 2014  | 2015  |
| ----- | ----- | ----- | ----- | ----- | ----- | ----- |
| 2085  | ↘1929 | ↘1927 | ↘1897 | ↘1858 | ↘1800 | ↘1797 |
| 2016  | 2017  | 2018  | 2019  | 2020  | 2021  |       |
| ↘1764 | ↘1763 | ↘1742 | ↗1764 | ↘1719 | ↘1694 |       |

## Состав сельского поселения
| № | Населённый пункт | Тип населённого пункта       | Население |
| - | ---------------- | ---------------------------- | --------- |
| 1 | Огородтах        | село, административный центр | ↘960      |
| 2 | Сасылыкан        | посёлок                      | ↘108      |
| 3 | Хоногор          | посёлок                      | ↘675      |